# Charmanli (gmina)
Charmanli (bułg. Община Харманли) – gmina w południowej Bułgarii, w obwodzie Chaskowo.

## Miejscowości
Miejscowości wchodzące w skład gminy Charmanli:
- Biser (bułg. Бисер),
- Bogomił (bułg. Богомил),
- Bolarski izwor (bułg. Болярски извор),
- Branica (bułg. Браница),
- Byłgarin (bułg. Българин),
- Charmanli (bułg. Харманли) – siedziba gminy,
- Czerepowo (bułg. Черепово),
- Czerna mogiła (bułg. Черна могила),
- Dositeewo (bułg. Доситеево),
- Dripczewo (bułg. Дрипчево),
- Iwanowo (bułg. Иваново),
- Izworowo (bułg. Изворово),
- Kołarowo (bułg. Коларово),
- Lesznikowo (bułg. Лешниково),
- Nadeżden (bułg. Надежден),
- Oreszec (bułg. Орешец),
- Ostyr kamyk (bułg. Остър камък),
- Owczarowo (bułg. Овчарово),
- Polanowo (bułg. Поляново),
- Presławec (bułg. Преславец),
- Rogozinowo (bułg. Рогозиново),
- Sławjanowo (bułg. Славяново),
- Smirnenci (bułg. Смирненци),
- Sziszmanowo (bułg. Шишманово),
- Wyrbowo (bułg. Върбово),